# Bongkoj Khongmalai

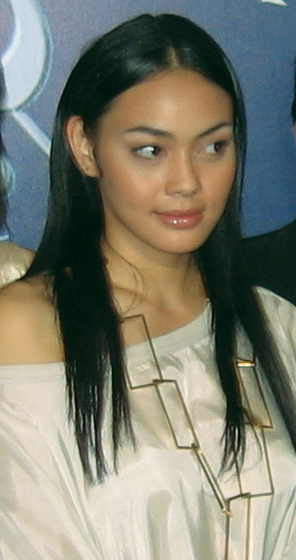
Bongkoj Khongmalai am 16. Januar 2007 bei der Weltpremiere des Films König Naresuan in Bangkok

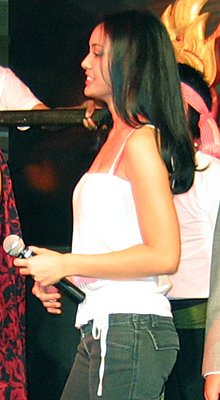
Bongkoj Khongmalai am 4. August 2005 bei der Präsentation des Films Revenge of the Warrior – Tom Yum Goong in Bangkok.

Bongkoj Khongmalai (Thai: บงกช คงมาลัย, RTGS: Bongkhot Khongmalai; * 15. April 1985) ist eine thailändische Schauspielerin. Alternative Schreibweisen ihres Namens sind Bongkot (oder Bongkote) Kongmalai und Bonkoch Konmalaï. In Thailand ist sie unter ihrem Spitznamen Tak (ตั๊ก) bekannt.

## Karriere
Ihre Filmkarriere startete Bongkoj im Alter von 15 Jahren in Tanit Jitnukuls Bang Rajan – Kampf der Verlorenen, einem historischen Epos über die Schlacht von Bang Rajan. Ein Jahr später wirkte sie wieder unter der Regie Jitnukus in dem Filmdrama Kunpan – Der Geisterkrieger, ehe ihr 2004 mit dem Film Ai-Fak, welcher auf dem mit dem S. E. A. Write-Preis ausgezeichneten Roman Khamphiphaksa von Chart Korbjitti basierte, der Durchbruch als Schauspielerin gelang. In dem Film verkörperte sie eine geisteskranke junge Frau namens Somsong, welche mit einem viel älteren Mann verheiratet wird. Als ihr Ehemann stirbt, übernimmt sein Sohn die Verantwortung für die junge Frau. Als im Dorf dann Gerüchte laut werden, er habe eine intime Beziehung zu seiner Stiefmutter, wird er von den Dorfbewohnern geächtet.
2005 spielte sie in dem Film Tom Yum Goong mit, welcher in Deutschland unter dem Namen Revenge of the Warrior – Tom Yum Goong und in den USA als The Protector veröffentlicht wurde. In dem Film spielte sie die junge Prostituierte Pla, die zufällig Zeugin eines Mordes wird. Darüber hinaus spielte sie in den Spielfilm Sum muepuen (engl. Titel: Hit Man File) neben Chatchai Plengpanich mit.
2006 spielte sie in der Actionkomödie Chai Lai eine von fünf weiblichen Verbrechensbekämpferinnen und später im Jahr in dem Thriller The Passion.
Im Mai 2012 geriet sie in die Kritik, als sie den Krebstod des wegen Majestätsbeleidigung verurteilten Ampon Tangnoppakul („A Kong“ oder „Onkel SMS“) in einer Facebook-Nachricht als Folge seines Karmas erklärt hatte. Sie revidierte ihren Kommentar später teilweise.

## Filmografie (Auswahl)

### Film
- 2000: Bang Rajan – Kampf der Verlorenen (Bangrajan)
- 2002: Kunpan (Legend of the Warlord)
- 2004: Ai-Fak (The Judgement)
- 2004: The Story of the X-Circle
- 2005: The Eye – Infinity (見鬼10,  Jiàn Guǐ 10, kantonesisch Gin gwai 10)
- 2005: Sum muepuen (Hit Man File)
- 2005: Revenge of the Warrior – Tom Yum Goong (Tom yum goong)
- 2006: Chai Lai
- 2006: The Passion
- 2006: Up to You
- 2007: Lady Bar (Fernsehfilm)

### Fernsehen
- Look mae
- Niraj Sorng pop